# Podjeziorki (gmina Ławaryszki)
Podjeziorki (lit. Paežeriai) – osada na Litwie, w rejonie wileńskim, 13 km na północny wschód od Ławaryszek, zamieszkana przez 2 osoby.

## Historia
W dwudziestoleciu międzywojennym leżały w Polsce, w województwie wileńskim, w powiecie wileńsko-trockim, do 1 kwietnia 1927 w gminie Bystrzyca, następnie w gminie Mickuny.
Po II wojnie światowej w granicach Związku Sowieckiego. Od 1991 na niepodległej Litwie.